# Roger von Salisbury
Roger le Poer († 11. Dezember 1139 in Salisbury) war Bischof von Salisbury und einer der mächtigsten Männer Englands in der Zeit des Königs Heinrich I. und zu Beginn der Regierungszeit von dessen Nachfolger Stephan.

## Leben

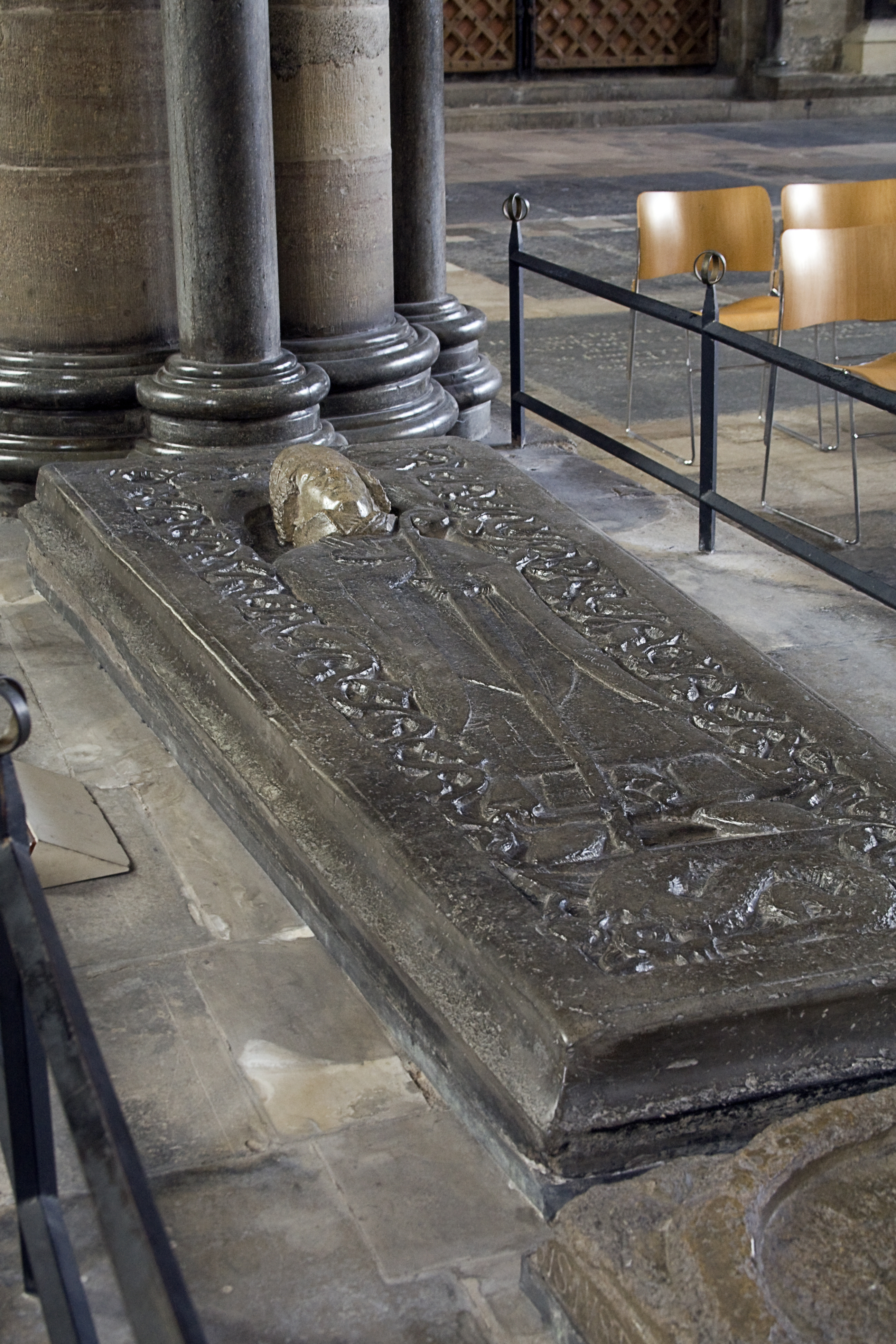
Das Grab des Roger von Salisbury in der Kathedrale von Salisbury.

Roger von Salisbury war Priester in einer kleinen Kapelle bei Caen, als der zukünftige englische König Heinrich I. eines Tages eine von ihm gelesene Messe hörte – und von dem Tempo, mit der er die Zeremonie absolvierte, so beeindruckt war, dass er ihn in seine Dienste übernahm.
Im Jahr 1101, kurze Zeit nach seiner Thronbesteigung, machte Heinrich I. ihn zu seinem Lordkanzler und ein Jahr später wurde Roger Bischof von Salisbury. Während des Investiturstreits gelang es ihm, sich sowohl die Gunst des Königs als auch die des Erzbischofs Anselm von Canterbury zu erhalten: er widmete sich der Reform der Verwaltung, die aufgrund seiner Aktivitäten vollständig umgestaltet wurde. Er schuf das Amt des Schatzkanzlers (Exchequer), dessen Vorsteher er und nach ihm Mitglieder seiner Familie für mehr als ein Jahrhundert waren, und nutzte die Position, um Macht und Reichtum anzuhäufen. Neben dem Amt des Kanzlers war Roger faktisch, wenn auch nicht dem Titel nach, oberster Richter des Landes (Justiciar). Er war dadurch der mächtigste Mann in England nach dem König.
Roger regierte England, während der König in der Normandie war. Ihm gelang es, seinem Schützling Wilhelm von Corbeil den Titel des Erzbischofs von Canterbury zu verschaffen. Der Sohn des Königs, Robert von der Normandie, scheint nach der Schlacht bei Tinchebray (1106) in seine Obhut gegeben worden zu sein.
Obwohl Roger Matilda, der Tochter Heinrichs I., Loyalität geschworen hatte, ging er nach Heinrichs Tod (1135) ins Lager seines Nachfolgers Stephan über (wobei er den Staatsschatz mitnahm), da ihm die angevinischen Verbindungen Matildas missfielen. König Stephan stützte sich auf ihn und seine Neffen, den Bischof von Ely und den Bischof von Lincoln, sowie auf seinen Sohn Roger, der ebenfalls Schatzmeister wurde.
Zwar erklärte Stephan, dass er Roger das halbe Königreich geben würde, falls dieser es verlange, ärgerte sich aber gleichzeitig über die unbegrenzte Macht der Beamtenschaft, die Roger repräsentierte. Roger hatte in Devizes eine der großartigsten Burgen der Zeit gebaut. Er und seine Neffen scheinen darüber hinaus eine Reihe von Burgen außerhalb ihrer Diözesen errichtet zu haben, und Roger trat auf, als sei er dem König gleichgestellt. Auf der Ratsversammlung, die er im Juni 1139 abhielt, fand Stephan dann einen Vorwand, um von ihm die Auslieferung ihrer Burgen zu verlangen – und ließ Roger und dessen Neffen verhaften, als sie sich weigerten. Nach einer kurzen Auseinandersetzung wurden alle größeren Festungen Rogers beschlagnahmt, doch stellte sich Heinrich von Blois, Bischof von Winchester und Bruder des Königs nun auf die Seite der Bischöfe und verlangte die Wiederherstellung des früheren Zustands, da er Stephans Handeln als Angriff auf die Kirche verstand.
Stephan widersetzte sich diesem Ansinnen, und die Frage blieb ungeklärt. Die Auseinandersetzung mit der Kirche, die unmittelbare Folge war, dass Matilda nach England kam und dass der Klerus sich auf ihre Seite stellte, hatte ernste Auswirkungen auf Stephans Schicksal.
Roger von Salisbury lebte nicht lange genug, zu erleben, wie seine Position durchgesetzt wurde. Er starb im Dezember 1139 in Salisbury. Er hatte einen Sohn, Roger Le Poer, der später ebenfalls Lordkanzler wurde.